# Thijmen Telvoren

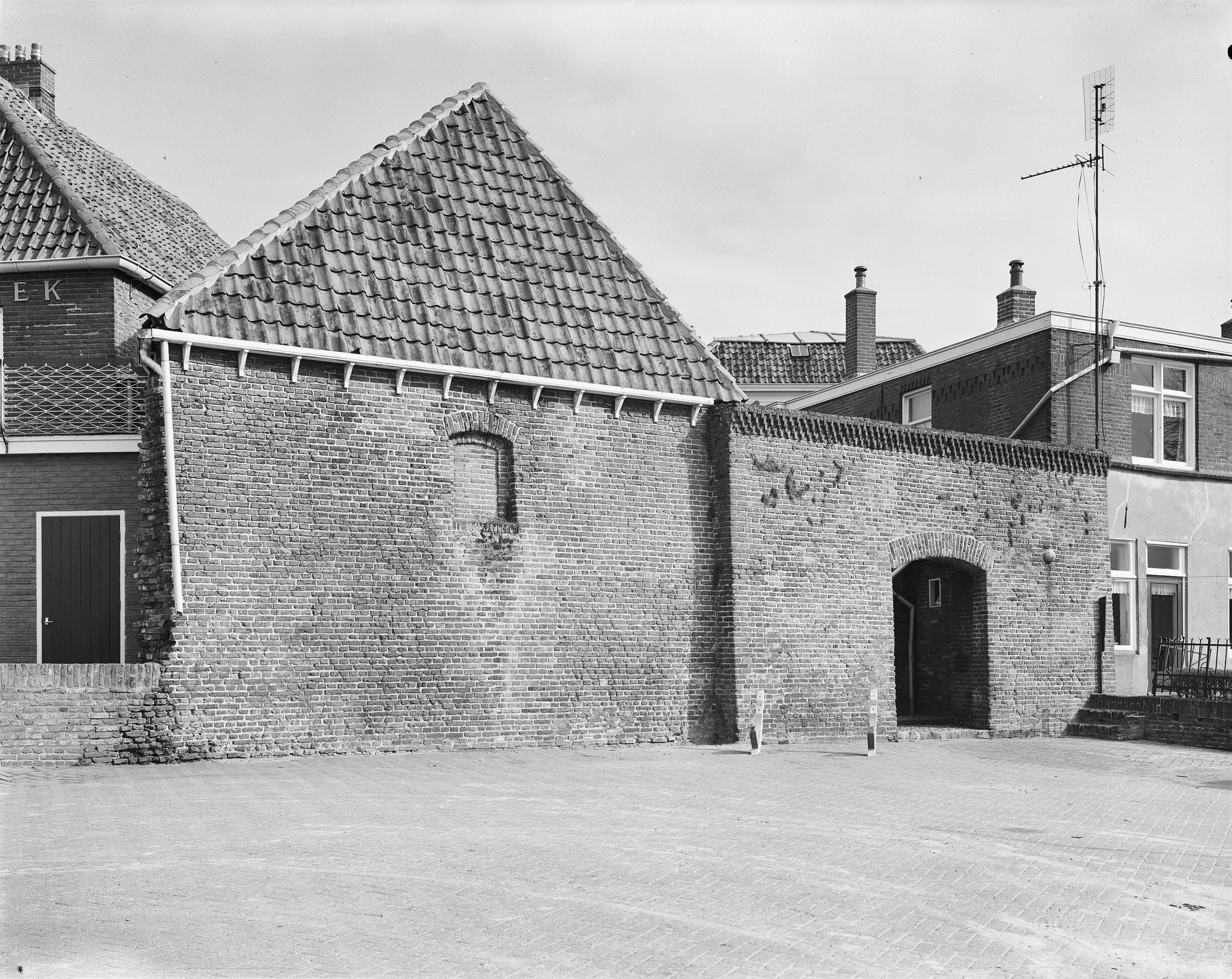
De Vispoort te Hasselt. Rechts van de poort is de kanonskogel te zien die op de stad zou zijn afgevuurd tijdens het beleg van Hasselt in 1657.

Thijmen Telvoren, ook wel gespeld als Thyman, Tymen of Timannus Tel(le)vooren (Hasselt, tussen 28 maart en 10 mei 1614 – aldaar, vóór 8 augustus 1682) was een Nederlandse regent uit de Gouden Eeuw.
Als stadssecretaris van Hasselt heeft Telvoren zich hardgemaakt voor stemrecht van zijn geboorteplaats in het provinciale bestuur van Overijssel, wat destijds een districtenstelsel kende. Deze wens, die al sinds 1602 werd betwist, leidde in 1657 zelfs tot een belegering van Hasselt door een troepenmacht uit Kampen en Zwolle: zij zagen een gewestelijke stem van die stad, naast die van henzelf, Deventer én de drie kwartieren van de Overijsselse adel, namelijk helemaal niet zitten. Onder Telvorens leiding trokken de Hasseltenaren dat jaar tussen 27 en 29 mei daarom tegen deze bezettingsmacht ten strijde. Dit bleek echter evenals hun schriftelijke inspanningen voor meer inspraak uiteindelijk tevergeefs. Anno 2021 herinnert er in Hasselt nog een Telvorenstraat aan de naam van de stadssecretaris en een ingemetselde kanonskogel in de stadsmuur aan zijn belangrijkste wapenfeit.

## Biografie
Telvoren studeerde vanaf 10 mei 1629 aan de Universiteit van Leiden. Dit deed hij toen als vijftienjarige evenals zijn één jaar oudere broer Albertus en twee jaar jongere broer Winoldus. Een universitaire opleiding, al dan niet gevolgd door een promotie (in Telvorens geval, mogelijk op zijn eenentwintigste, vanaf 28 maart 1636) vormde destijds vaak de opmaat voor een bestuurlijke carrière. Zowel vader Jan als moeder Margrita Coninck behoorden dan ook reeds tot de Overijsselse aristocratie. In lijn hiermee trouwden ook Telvorens eigen kinderen, uit zijn huwelijk met burgemeestersdochter Johanna ten Colcke, wederom in eigen kring. Toch bood dit in geen geval bescherming tegen rampspoed: volgens een notariële akte was op 8 augustus 1682 enkel nog een minderjarig kleinkind als naamgenoot van Telvoren in leven.

## Publicaties
Vroegmoderne stadssecretarissen waren verantwoordelijk voor het officieel op schrift stellen van nieuwe wetten, en wel zodanig, dat zij niet in tegenspraak waren met bestaande bepalingen. Dit stelde Telvoren in staat om in 1655 namens de ‘burgemeesteren, schepenen en raden’ van Hasselt een pamflet uit te geven over de stedelijke rechten en privileges. Hieruit zou blijken dat dit bestuurscollege niet alleen volledige zeggenschap had over haar eigen ‘directie ende regieringe’, maar ‘mede omtrent de algemeene bestieringe van de provintie van Overyssel’. Behalve een inleidend betoog rond dit onderwerp, nam Telvoren in deze Korte verklaringe tevens ter verantwoording een bijlage op met archivalia. Tijdens het Rampjaar gaf Telvoren opnieuw een verklaring af namens het stadsbestuur. Ditmaal betrof het een toelichting op de overgave van de stad aan de bisschop van Münster op 14 juni 1672. Tussentijds verbond hij ook nog zijn naam aan het juridisch proefschrift van zijn zoon Andreas, die op 23 oktober 1668 promoveerde. Hierbij trad Telvoren op als adviseur, bijgestaan door Rutger van Haersolte, jonkheer toe Cranenburg.

## Correspondentie
Als vooraanstaand lid van de magistraat onderhield Telvoren tevens contacten met bestuurders buiten Hasselt. Zo sloot hij in 1654 namens de stad een bondgenootschap met de magistraat van Deventer. Ook ontving hij in de nasleep van het beleg van Hasselt brieven van de Twentse edelman en geleerde Rabo Herman Scheele. Deze laatste zou naderhand in de Staten van Holland nog een toespraak over de belegering geven. Over Telvorens eigen netwerk in Den Haag is vooralsnog weinig bekend. Wel schreef hij op 17 september 1658 een brief aan Johan de Witt, welke vergezeld ging van vier 'Westphaelse hammen'. Dit cadeau, ter bevestiging van Telvorens 'vruntschap' met de Hollandse raadspensionaris, leidde echter niet tot een gewenste tegenprestatie van De Witt. Sterker nog, op 2 oktober van dat jaar schreef hij de hammen wel ontvangen te hebben, maar deze juist vanwege zijn 'instructie ende eedt' als ambtenaar niet te kunnen aannemen. De Witt verklaarde dan ook liever 'incivijl als meijneedich te wesen', en stuurde de hammen daarom samen met het ontwijkende antwoord 'terugge' naar Hasselt.